# Skrzydła lotnictwa taktycznego
Skrzydła lotnictwa taktycznego (transportowego, szkolnego) – organy dowodzenia szczebla taktycznego podporządkowane Dowództwu Sił Powietrznych. Przeznaczone są do organizacji i nadzoru procesu szkolenia oraz utrzymywania w ciągłej sprawności i gotowości do działania sił i środków podległych jednostek wojskowych.

## Zadnia dowództw skrzydła lotniczego
Dowództwa skrzydła lotnictwa taktycznego odpowiadają za przygotowanie podległych jednostek do wykonania ofensywnych, defensywnych, rozpoznawczych i specjalistycznych oraz do współdziałania z pozamilitarnymi ogniwami obronnymi.

Dowództwo skrzydła lotnictwa transportowego odpowiada za organizację zabezpieczenia transportu lotniczego na korzyść sił powietrznych, wojsk lądowych, marynarki wojennej i wojsk specjalnych oraz realizację zadań w ramach lotniczego systemu poszukiwania i ratownictwa.
Dowództwo skrzydła lotnictwa szkolnego odpowiada za organizację szkolenia lotniczego zarówno w uczelni wojskowej oraz w  siłach powietrznych, wojskach lądowych i marynarce wojennej.

## Struktura organizacyjna skrzydła lotnictwa taktycznego
Struktura w 2013
- dowództwo skrzydła (dowódca i zastępca dowódcy)
- sztab – szef sztabu
  - sekcja organizacyjno-kadrowa
  - sekcja rozpoznawcza
  - wydział operacyjny
    - sekcja operacyjna
    - sekcja planowania operacyjnego
    - sekcja gotowości bojowej i mobilizacyjnej

  - sekcja dowodzenia i łączności
  - wydział planowania logistycznego
    - sekcja planowania
    - sekcja techniki naziemnej
    - sekcja infrastruktury
    - sekcja materiałowa

  - sekcja transportu i HNS
- pion ochrony informacji niejawnych
  - kancelaria tajna
  - kancelaria jawna
- sekcja służby zdrowia
- pion szkolenia – szef szkolenia
  - wydział szkolenia lotniczego
  - wydział techniki lotniczej
  - sekcja wysokościowo-ratownicza
  - sekcja szkoleniowa
  - sekcja zastosowania bojowego
  - sekcja standaryzacji i oceny
  - sekcja wsparcia bojowego
- wydział ruchu lotniczego
- sekcja wychowawcza

## Skrzydła Sił Powietrznych Rzeczypospolitej Polskiej
| Logo | Nazwa                               | Miejsce stacjonowania |
| ---- | ----------------------------------- | --------------------- |
|      | 1 Skrzydło Lotnictwa Taktycznego    | Świdwin               |
|      | 2 Skrzydło Lotnictwa Taktycznego    | Poznań                |
|      | 3 Skrzydło Lotnictwa Transportowego | Powidz                |
|      | 4 Skrzydło Lotnictwa Szkolnego      | Dęblin                |